# Ken Jäger
 (mai 2024).
Si vous disposez d'ouvrages ou d'articles de référence ou si vous connaissez des sites web de qualité traitant du thème abordé ici, merci de compléter l'article en donnant les références utiles à sa vérifiabilité et en les liant à la section « Notes et références ».
Pour les articles homonymes, voir Jäger.
Ken Jäger, né le 30 mai 1998 à Davos, est un joueur suisse de hockey sur glace.

## Biographie

### Carrière en club
Né le 30 mai 1998 à Davos, dans le canton des Grisons en Suisse, Ken Jäger fait ses débuts dans le hockey junior au sein du HC Davos et il fréquente le lycée sportif de Davos. Il fait ses débuts pro lors de la saison 2016-2017 dans l'équipe NL du HC Davos.
En 2018, Ken Jäger évolue en Suède en rejoignant le Rögle BK en première division suédoise, en novembre 2018, le contrat est résilié et Jäger rejoint le club suédois de deuxième division Västerviks IK.
Depuis juillet 2020, Ken Jäger est sous contrat avec le Lausanne HC en National League.
Lors de la saison 2023-2024, Ken Jäger inscrit 27 points, dont 12 buts, en 51 matchs.
En 2025, il se qualifie pour la deuxième fois consécutive avec le club lausannois pour les finales des playoffs de la National League, mais le club s'incline 4-1 dans la série.

### Carrière internationale
Lors de la saison 2013-2014, il fait ses débuts en sélection nationale junior Suisse, dans la catégorie U16. Il gravit ensuite les échelons en intégrant successivement les équipes U18, U19, puis U20, avant de rejoindre l'équipe pro lors de la saison 2019-2020.
Il participe à ses premiers championnats du monde en 2024, où il remporte la médaille d'argent avec la Suisse, battue en finale par la République tchèque, pays hôte de la compétition.
En 2025, il décroche à nouveau la médaille d'argent, devenant vice-champion du monde pour la deuxième année consécutive.

## Statistiques

### En club
| Saison    | Équipe        | Ligue             |     | Saison régulière | Saison régulière | Saison régulière | Saison régulière | Saison régulière |   | Séries éliminatoires | Séries éliminatoires | Séries éliminatoires | Séries éliminatoires | Séries éliminatoires |
| Saison    | Équipe        | Ligue             | PJ  | B                | A                | Pts              | Pun              | PJ               | B | A                    | Pts                  | Pun                  |                      |                      |
| 2016-2017 | HC Davos      | NL                | 2   | 0                | 0                | 0                | 0                | -                | - | -                    | -                    | -                    |                      |                      |
| 2017-2018 | HC Davos      | NL                | 0   | 0                | 0                | 0                | 0                | 3                | 0 | 0                    | 0                    | 0                    |                      |                      |
| 2017-2018 | EHC Viège     | SL                | 8   | 1                | 1                | 2                | 0                | -                | - | -                    | -                    | -                    |                      |                      |
| 2018-2019 | Rögle BK      | SHL               | 4   | 0                | 0                | 0                | 0                | -                | - | -                    | -                    | -                    |                      |                      |
| 2018-2019 | Västerviks IK | HockeyAllsvenskan | 37  | 5                | 2                | 7                | 14               | 5                | 2 | 0                    | 2                    | 0                    |                      |                      |
| 2019-2020 | Västerviks IK | HockeyAllsvenskan | 49  | 10               | 9                | 19               | 12               | 1                | 1 | 0                    | 1                    | 0                    |                      |                      |
| 2020-2021 | Lausanne HC   | NL                | 36  | 1                | 5                | 6                | 10               | 6                | 0 | 0                    | 0                    | 0                    |                      |                      |
| 2021-2022 | Lausanne HC   | NL                | 51  | 8                | 8                | 16               | 14               | 8                | 2 | 1                    | 3                    | 0                    |                      |                      |
| 2022-2023 | Lausanne HC   | NL                | 43  | 6                | 5                | 11               | 18               | -                | - | -                    | -                    | -                    |                      |                      |
| 2023-2024 | Lausanne HC   | NL                | 51  | 12               | 15               | 27               | 14               | 19               | 1 | 7                    | 8                    | 6                    |                      |                      |
| 2024-2025 | Lausanne HC   | NL                | 51  | 14               | 13               | 27               | 12               | 19               | 3 | 1                    | 4                    | 12                   |                      |                      |
| Totaux NL | Totaux NL     | Totaux NL         | 234 | 41               | 46               | 87               | 68               | 55               | 6 | 9                    | 15                   | 18                   |                      |                      |

### En équipe nationale
| Année | Équipe        | Compétition                 |    | PJ   | B | A | Pts | Pun               |  | Résultat |
| 2018  | Suisse junior | Championnat du monde junior | 5  | \| 0 | 2 | 2 | 2   | 8e place          |  |          |
| 2024  | Suisse        | Championnat du monde        | 6  | 1    | 1 | 2 | 0   | Médaille d'argent |  |          |
| 2025  | Suisse        | Championnat du monde        | 10 | 2    | 3 | 5 | 4   | Médaille d'argent |  |          |